# إيوان كلاركسون
إيوان كلاركسون (بالإنجليزية: Euan Clarkson)‏ هو إحاثي بريطاني، ولد في 9 مايو 1937.